# Блеск (фильм, 1996)
«Блеск» (англ. Shine) — австралийский художественный фильм, биографическая драма о пианисте Дэвиде Хельфготте. Премьера фильма состоялась в январе 1996 года на кинофестивале «Сандэнс». Исполнитель главной роли Джеффри Раш за актёрскую работу в картине удостоился наград «Оскар», «BAFTA», «Премии Гильдии киноактёров США» и премии «Золотой глобус» в категории «Лучшая мужская роль».

## Сюжет
Фильм описывает непростую жизнь и творческую карьеру талантливого австралийского пианиста Дэвида Хельфготта, которому пришлось пережить домашнее насилие и психиатрическую больницу.

## В ролях
| Актёр              | Роль                       |
| ------------------ | -------------------------- |
| Джеффри Раш        | Дэвид Хельфготт (взрослый) |
| Ноа Тейлор         | Дэвид Хельфготт (юный)     |
| Алекс Рафалович    | Дэвид Хельфготт (ребёнок)  |
| Армин Мюллер-Шталь | Питер, отец Дэвида         |
| Джон Гилгуд        | Сесил Паркс                |
| Линн Редгрейв      | Джиллиан                   |
| Гуги Уизерс        | Катарина Причард           |
| Николас Белл       | Бен Розен                  |

## Критика
На агрегаторе рецензий Rotten Tomatoes рейтинг одобрения составляет 91% на основе 44 обзоров со средней оценкой 7,9 из 10. Критический консенсус гласит: «Показывая сильное выступление Джеффри Раша, Шайну удается рассказать убедительную, вдохновляющую историю, не прибегая к дешевой сентиментальности».
Критик Роджер Эберт оценил фильм на 4 звезды из 4, заявив: «В 1996 году было много разговоров о фильмах, создатели которых утверждают, что они основаны на реальных историях. Вот фильм, основанный на реальной истории».

## Награды и номинации
Фильм удостоился значительного количества премий и номинаций.
| Премия                         | Категория                         | Имя                                                                       | Результат |
| ------------------------------ | --------------------------------- | ------------------------------------------------------------------------- | --------- |
| Оскар                          | Лучший фильм                      | Джейн Скотт                                                               | Номинация |
| Оскар                          | Лучшая режиссура                  | Скотт Хикс                                                                | Номинация |
| Оскар                          | Лучшая мужская роль               | Джеффри Раш                                                               | Победа    |
| Оскар                          | Лучшая мужская роль второго плана | Армин Мюллер-Шталь                                                        | Номинация |
| Оскар                          | Лучший оригинальный сценарий      | Ян Сарди, Скотт Хикс                                                      | Номинация |
| Оскар                          | Лучший монтаж                     | Пип Кармел                                                                | Номинация |
| Оскар                          | Лучшая музыка к фильму            | Дэвид Хиршфелдер                                                          | Номинация |
| BAFTA                          | Лучший фильм                      | Джейн Скотт, Скотт Хикс                                                   | Номинация |
| BAFTA                          | Лучшая режиссура                  | Скотт Хикс                                                                | Номинация |
| BAFTA                          | Лучшая мужская роль               | Джеффри Раш                                                               | Победа    |
| BAFTA                          | Лучшая мужская роль второго плана | Джон Гилгуд                                                               | Номинация |
| BAFTA                          | Лучшая женская роль второго плана | Линн Редгрейв                                                             | Номинация |
| BAFTA                          | Лучший оригинальный сценарий      | Ян Сарди                                                                  | Номинация |
| BAFTA                          | Лучший монтаж                     | Пип Кармел                                                                | Номинация |
| BAFTA                          | Лучшая музыка к фильму            | Дэвид Хиршфелдер                                                          | Номинация |
| BAFTA                          | Лучший звук                       | Джим Гринхорн, Тойво Лембер, Ливия Рузик, Роджер Сэвидж, Гарет Вандерхоуп | Победа    |
| Золотой глобус                 | Лучший фильм — драма              |                                                                           | Номинация |
| Золотой глобус                 | Лучшая режиссура                  | Скотт Хикс                                                                | Номинация |
| Золотой глобус                 | Лучшая мужская роль в драме       | Джеффри Раш                                                               | Победа    |
| Золотой глобус                 | Лучший сценарий                   | Ян Сарди                                                                  | Номинация |
| Золотой глобус                 | Лучшая музыка к фильму            | Дэвид Хиршфелдер                                                          | Номинация |
| Премия Гильдии киноактёров США | Лучший актёрский состав           |                                                                           | Номинация |
| Премия Гильдии киноактёров США | Лучшая мужская роль               | Джеффри Раш                                                               | Победа    |
| Премия Гильдии киноактёров США | Лучшая мужская роль второго плана | Ноа Тейлор                                                                | Номинация |